# Boletina kowarzi
Boletina kowarzi är en tvåvingeart som beskrevs av Stackelberg 1943. Boletina kowarzi ingår i släktet Boletina och familjen svampmyggor.
Artens utbredningsområde är Tyskland. Inga underarter finns listade i Catalogue of Life.